# Nathaniel Clyne
Nathaniel Edwin Clyne (født 5. april 1991 i Stockwell, London, England) er en engelsk fodboldspiller, der spiller for engelske Crystal Palace

## Klubkarriere

### Crystal Palace
Clyne spillede for Crystal Palace som helt ung, og startede også sin professionelle karriere hos dem. Den 18. oktober 2008 fik Clyne sin debut for senior holdet i en kamp mod Barnsley. I februar 2010 kom der bud på Clyne fra Wolverhampton Wanderers, men Clyne afviste.
I 2010/2011 blev Clyne skrevet i historiebøgerne, da han var den yngste spiller nogensinde til at spille i alle kampe i sæsonen i Football League. Han blev derudover også årets spiller i Crystal Palace.
Han nåede i alt at spillede hele 123 ligakampe for holdet.

### Southampton
Den 19. juli 2012 skrev Clyne under på en 4-årig kontrakt. Clyne blev hentet som en forstærkning på det nyoprykkede Premier League mandskab. 
Han fik sin debut den 19. august 2012 i 2-1 nederlaget imod Manchester City. Hans første mål faldt den 22. september 2012 i 4-1 sejren imod Aston Villa

## Landshold
Clyne har (pr. december 2013) stadig ikke repræsenteret England på senior niveau.
I 2009-2010 spillede Clyne ni U19 kampe, og i fra 2011 til 2013 spillede Clyne otte U21 kampe. Dette kan også ses i infoboksen til højre.